# Leonid Pachomow
Leonid Aleksandrowicz Pachomow, ros. Леонид Александрович Пахомов (ur. 17 lutego 1943 w Baku, Azerbejdżańska SRR) – rosyjski piłkarz, grający na pozycji obrońcy, trener piłkarski.

## Kariera piłkarska

### Kariera klubowa
Wychowanek Nieftianika Baku. W 1962 rozpoczął karierę piłkarską w drużynie Urożaj Majkop, skąd w 1964 roku przeszedł do Kubania Krasnodar. W 1967 został zaproszony do Torpeda Moskwa, w którym zakończył karierę piłkarza w roku 1976.

## Kariera trenerska
Po zakończeniu kariery piłkarza rozpoczął pracę szkoleniowca. Od 1987 do 1987 z przerwą pracował jako asystent trenera, a potem jako dyrektor w Futbolowej Szkole Młodzieży Torpedo Moskwa. W 1981 ukończył Wyższą Szkołę Trenerów w Moskwie. Od 1982 do 1984 pomagał trenować Kubań Krasnodar. W latach 1987–1998 trenował reprezentację ZSRR i Rosji różnych kategorii wiekowych. Od 1996 do 1997 prowadził Kołos Krasnodar. Od 1998 do 1999 kierował olimpijską i młodzieżową reprezentację Rosji. Od jesieni 1999 do grudnia 2000 pracował jako asystent trenera w sztabie szkoleniowym klubu Torpedo-ZIŁ Moskwa, w latach 2001-2002 pomagał trenować chiński Shandong Luneng Taishan. Latem 2002 stał na czele FK Kołomna. W grudniu 2002 roku został mianowany na selekcjonera narodowej reprezentacji Kazachstanu, którą kierował do 29 kwietnia 2004. Zespół pod jego kierownictwem rozegrał 9 gier. 7 grudnia 2003 również objął stanowisko głównego trenera Kajratu Ałmaty, którym kierował do 29 kwietnia 2004.

## Sukcesy i odznaczenia

### Sukcesy piłkarskie
Torpedo Moskwa
- brązowy medalista Mistrzostw ZSRR: 1968
- zdobywca Pucharu ZSRR: 1968, 1972

### Sukcesy trenerskie
Kajrat Ałmaty
- mistrz Kazachstanu: 2004
- finalista Pucharu Kazachstanu: 2004

### Sukcesy indywidualne
- wybrany do listy 33 najlepszych piłkarzy ZSRR: Nr 3 (1971)

### Odznaczenia
- tytuł Mistrza Sportu ZSRR: 1967
- tytuł Zasłużonego Trenera Rosji: 1990